# 22927 Blewett
22927 Blewett (1999 TW110) là một tiểu hành tinh vành đai chính được phát hiện ngày 4 tháng 10 năm 1999 bởi nhóm nghiên cứu tiểu hành tinh gần Trái Đất phòng thí nghiệm Lincoln ở Socorro.